# Telecommunicatie Autoriteit Suriname
De Telecommunicatie Autoriteit Suriname (TAS) is een onafhankelijk toezichthouder in Suriname die sinds 1998 toeziet op de naleving van de wet- en regelgeving op het gebied van telecommunicatie. De directeur wordt benoemd door de Surinaamse president. De oprichting vond plaats op 20 juli 1998 naar aanleiding van een staatsbesluit van 26 maart 1998. 
De TAS werd ingesteld na de liberalisering van de communicatiesector en de omroep. Tot de taken behoren de bevordering van concurrentie in de markt, de waarborging van toegang tot een basispakket aan telecommunicatiediensten voor elke burger en het informeren van consumenten op het gebied van telecommunicatie. Consumenten kunnen een beroep doen op de TAS wanneer het hen niet lukt een conflict bij te leggen met hun provider.
Een van de communicatieactiviteiten bestaat samen met de ICT-AS en de ITU uit de organisatie meermaals van de Girls in ICT Day in Paramaribo om meer meisjes te interesseren in de ICT-branche. Daarnaast mengt het zich in media-uitingen waarin "gezagsdragers en andere personen" beledigd zou zijn.